# Ketchikan

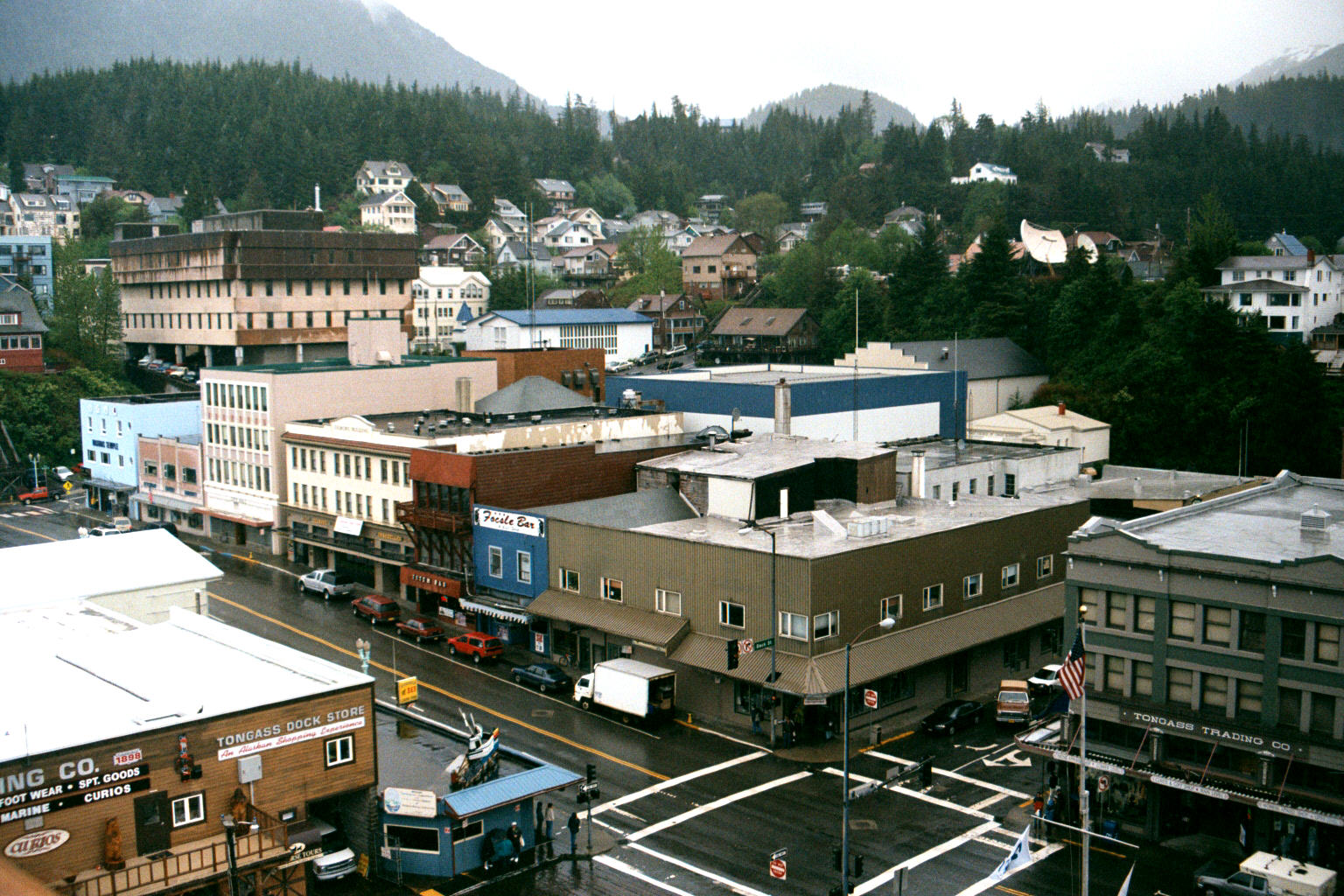
Śródmieście Ketchikan

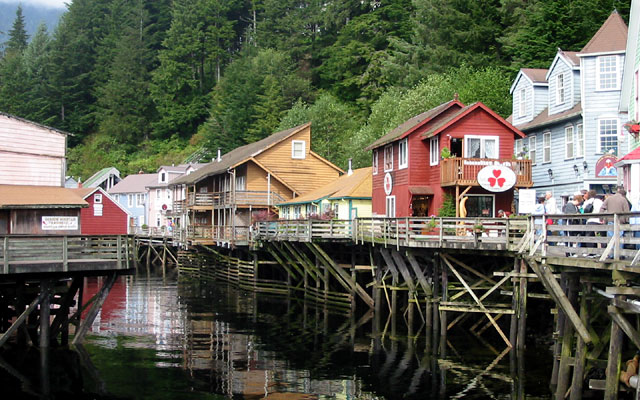
Creek Street

Ketchikan − miasto w Stanach Zjednoczonych, na Alasce, w okręgu Ketchikan Gateway, na wyspie Revillagigedo w Archipelagu Aleksandra. Według spisu w 2020 roku liczy 8192 mieszkańców i jest 6. co do wielkości miastem stanu Alaska.
Gospodarka Ketchikan opiera się na turystyce i rybołówstwie, a miasto jest znane jako „Światowa Stolica Łososia”. Najważniejszą atrakcją turystyczną jest Pomnik narodowy Misty Fjords.

## Miasta partnerskie
- Palm Desert, Stany Zjednoczone